# باشگاه معما
باشگاه معما با نام اصلی داستان‌های بیوه‌مردان سیاه (به انگلیسی: Tales of the black widowers) نام کتابی از آثار آیزاک آسیموف است. 
این کتاب از دوازده داستان کوتاه تشکیل شده و کتاب اول از مجموعه بیوه‌مردان سیاه آسیموف است. داستان‌های کتاب پیرامون جلسات ماهیانه شش عضو یک باشگاه مردانه پیشخدمتشان هنری است. باشگاه در هر جلسه مهمانی را دعوت کرده و طی گفتگوها و پرسش و پاسخی که در کتاب از آن با عنوان "به صلابه کشیدن مهمان" نام برده می‌شود، معماها و مسائلی را که برای مهمان پیش آمده حل می‌کند.
مجوعۀ بیوه مردان سیاه در کل شامل ۶۶ داستان است که در شش جلد منتشر شده است. در ایران جلد اول این مجموعه با عنوان باشگاه معما با ترجمهٔ فرزانه طاهری توسط انتشارات شقایق به چاپ رسیده است.